# Hexisopus infuscatus
Hexisopus infuscatus är en spindeldjursart som beskrevs av Kraepelin 1899. Hexisopus infuscatus ingår i släktet Hexisopus och familjen Hexisopodidae. Inga underarter finns listade i Catalogue of Life.